# Faris Yahya
Faris Yahya, auch Faris Glubb (* 1939 in Jerusalem; † April 2004 in Kuwait), war ein britischer Autor und Historiker zur Palästina-Thematik.

## Leben
Glubb/Yahya wurde geboren als Sohn des John Bagot Glubb und der Muriel Rosemary Forbes und auf den Namen Godfrey Peter Manley getauft. Später konvertierte er zum Islam und nannte sich Faris. Den größten Teil seiner frühen Jahre verbrachte Faris in Jordanien. Ab 1970 lebte er im Libanon. 2004 starb er infolge eines Verkehrsunfalls in Kuwait.
Der Autor Glubb/Yahya wurde im arabischen Sprachraum und darüber hinaus im englischen bekannt hauptsächlich durch seine drei Bücher, die sich mit Palästina, aber auch Rassismus im Zusammenhang mit Zionismus ausführlich beschäftigen.
Als seine Hauptwerke gelten:
- Faris Yahya: The Zionists and Nazi-Germany
- Faris Glubb: The Palestine Question and International Law (veröffentlicht vom PLO Research Centre 1970)
- Faris Glubb: Zionism: Is It Racist? (1975 veröffentlicht)

Das Palestine Research Centre in Beirut/Libanon ist für seinen politischen Nachlass verantwortlich und wird in Deutschland durch den Palästinensischen Studentenverein vertreten, der vertiefende Infos sowie Materialien über Glubb, siehe auch Palestine Essays No. 47, über die Botschaft Palästinas bereithält.